# 史蒂文·莫亞
史蒂文·莫亞·梅塞德斯（英語：Steven Moya Mercedes，1991年8月9日—），為一名波多黎各出生的多明尼加棒球選手，曾效力於美國職棒底特律老虎及日本職棒中日龍、歐力士野牛，現效力於中華職棒台鋼雄鷹，登錄名為魔鷹，守備位置為外野手及一壘手。

## 生平
莫亞出生於波多黎各，父母皆為多明尼加人；出生兩個月後隨著父母回到多明尼加居住。

### 美國職棒時期
2008年10月1日和底特律老虎隊簽下合約，正式開啟職棒生涯，並於2009年在多明尼加夏季聯賽中出賽，總計出賽60場比賽，有55支安打、6支全壘打，打擊率0.252。
2012年，因傷接受Tommy John手術，在1A出賽59場比賽，70支安打及9支全壘打，打擊率0.288。
2014年，入選未來之星明星賽，並在9月1日升上大聯盟，生涯首打席就擊出安打。而他在該年於大聯盟出賽11場比賽，擊出3支安打、打擊率0.375。
2015年，大部分時間都在3A出賽，直到9月擴編後在大聯盟只有9場出賽的成績。
2016年，大聯盟出賽31場比賽，有24支安打及5支全壘打，打擊率0.255。
2017年3月31日，被移出40人名單，並被下放至3A，季末成為自由球員。

### 日本職棒時期
2017年12月1日，和中日龍隊簽下一年的合約，並在2018年4月20日首次出賽，該年總計出賽46場比賽，有28支安打及3支全壘打，打擊率0.301。
2019年，在中日龍隊只有出賽7場比賽的狀況下，於6月30日和松井雅人及松井佑介被交易到歐力士野牛隊，而中日龍隊則換來松葉貴大及武田健吾。其中歐力士是以二換二，外加用金錢買下Moya來完成這起交易。
2019年7月3日，於對戰千葉羅德海洋隊的比賽中擊出全壘打，成為日本職棒史上第四位在同一賽季中分別在中央聯盟及太平洋聯盟都擊出全壘打的選手，而他該年總計在歐力士出賽64場比賽，擊出59支安打及10支全壘打，打擊率.244。
2021年，他出賽106場比賽，是生涯新高，全壘打數來到13支，但由於打擊率偏低因此在季末成為自由球員。

### 墨西哥聯盟時期
2023年1月6日，和提華納公牛隊簽約，但球季尚未開打就加盟大西洋聯盟的加斯托尼亞蜂蜜獵人隊，並出賽了11場比賽。5月16日，和蒙克洛瓦鐵人隊簽約，再度回到墨西哥棒球聯盟，但打了3場比賽之後就在8月1日再度回歸加斯托尼亞蜂蜜獵人隊。

### 棒球聯合會時期
2023年10月23日，被新成立的棒球聯合會於選秀會中在第一輪第二順位被喀拉蚩君主隊選中，預計於2025年開始賽季。

### 中華職棒時期
2024年1月24日，和台鋼雄鷹隊簽約，成為隊史首位外籍野手，登錄名為「魔鷹」。
2024年7月17日，在台南棒球場6局上對統一獅潘威倫，打出生涯在CPBL第一支滿貫全壘打。
2024年在中華職棒分別拿下全壘打王、打點王，全壘打則是刷新個人生涯單季紀錄，來到30支，也成為中華職棒歷史上第4位單季30支全壘打的外籍野手，在本年明星賽中，也拿下了全壘打大賽冠軍。
2024年年底，台鋼雄鷹球團公佈將用合約總值57.5萬美元續約一年。
2025年7月19日，原以票選先發指定打擊身份入選明星賽，但因妻子搭機來台途中身體不適，抵台送醫後仍宣告不治，臨時退出賽事，台鋼雄鷹隊領隊劉東洋與副領隊楊士霈也表示：會盡全力協助魔鷹，處理太太後事。

## 職棒生涯成績

### 美國職棒
| 年度 | 球隊       | 出賽 | 打數 | 安打 | 全壘打 | 打點 | 盜壘 | 三振 | 四死 | 壘打數 | 雙殺打 | 打擊率 | 上壘率 | 長打率 | OPS   |
| ---- | ---------- | ---- | ---- | ---- | ------ | ---- | ---- | ---- | ---- | ------ | ------ | ------ | ------ | ------ | ----- |
| 2014 | 底特律老虎 | 11   | 8    | 3    | 0      | 0    | 0    | 2    | 0    | 3      | 0      | 0.375  | 0.375  | 0.375  | 0.750 |
| 2015 | 底特律老虎 | 9    | 22   | 4    | 0      | 0    | 0    | 10   | 3    | 6      | 0      | 0.182  | 0.280  | 0.273  | 0.553 |
| 2016 | 底特律老虎 | 31   | 94   | 24   | 5      | 11   | 0    | 38   | 5    | 47     | 0      | 0.255  | 0.290  | 0.500  | 0.790 |
| 合計 | 3年        | 51   | 124  | 31   | 5      | 11   | 0    | 50   | 8    | 56     | 0      | 0.250  | 0.293  | 0.452  | 0.745 |

### 日本職棒
| 年度 | 球隊       | 出賽 | 打數 | 安打 | 全壘打 | 打點 | 盜壘 | 三振 | 四死 | 壘打數 | 雙殺打 | 打擊率 | 上壘率 | 長打率 | OPS   |
| ---- | ---------- | ---- | ---- | ---- | ------ | ---- | ---- | ---- | ---- | ------ | ------ | ------ | ------ | ------ | ----- |
| 2018 | 中日龍     | 46   | 93   | 28   | 3      | 16   | 0    | 25   | 16   | 41     | 1      | 0.301  | 0.347  | 0.441  | 0.787 |
| 2019 | 中日龍     | 7    | 22   | 5    | 1      | 3    | 0    | 7    | 0    | 8      | 0      | 0.227  | 0.227  | 0.364  | 0.591 |
| 2019 | 歐力士猛牛 | 64   | 242  | 59   | 10     | 35   | 0    | 59   | 10   | 96     | 7      | 0.244  | 0.278  | 0.397  | 0.675 |
| 2019 | 合計       | 71   | 264  | 64   | 11     | 38   | 0    | 66   | 10   | 104    | 7      | 0.242  | 0.394  | 0.278  | 0.672 |
| 2020 | 歐力士猛牛 | 46   | 164  | 45   | 12     | 38   | 0    | 33   | 11   | 93     | 1      | 0.274  | 0.324  | 0.567  | 0.891 |
| 2021 | 歐力士猛牛 | 106  | 354  | 81   | 13     | 47   | 1    | 81   | 17   | 132    | 11     | 0.229  | 0.261  | 0.373  | 0.634 |
| 合計 | 4年        | 269  | 875  | 218  | 39     | 139  | 1    | 205  | 44   | 370    | 26     | 0.249  | 0.286  | 0.423  | 0.709 |

### 中華職棒
| 年度 | 球隊     | 出賽 | 打數 | 安打 | 全壘打 | 打點 | 盜壘 | 三振 | 四死 | 壘打數 | 雙殺打 | 打擊率 | 上壘率 | 長打率 | OPS   |
| ---- | -------- | ---- | ---- | ---- | ------ | ---- | ---- | ---- | ---- | ------ | ------ | ------ | ------ | ------ | ----- |
| 2024 | 台鋼雄鷹 | 115  | 432  | 127  | 30     | 99   | 1    | 100  | 54   | 245    | 4      | 0.294  | 0.367  | 0.567  | 0.934 |
| 合計 | 1年      | 115  | 432  | 127  | 30     | 99   | 1    | 100  | 54   | 245    | 4      | 0.294  | 0.367  | 0.567  | 0.934 |

## 外部連結
- 史蒂文·莫亞在美國職棒官網（英语）
- 史蒂文·莫亞在日本職棒官網（英语）
- 史蒂文·莫亞在中華職棒官網
- 史蒂文·莫亞在Baseball-Reference.com（大聯盟）（英语）
- 史蒂文·莫亞在Baseball-Reference.com（小聯盟以及海外聯盟）（英语）
- 史蒂文·莫亞在ESPN（MLB）（英语）
- 史蒂文·莫亞在FanGraphs.com（英语）
- 史蒂文·莫亞在Retrosheet（英语）
- 史蒂文·莫亞在The Baseball Cube（英语）
- 史蒂文·莫亞在台灣棒球維基館上的頁面（繁體中文）

| 獎項                 | 獎項                                  | 獎項        |
| -------------------- | ------------------------------------- | ----------- |
| 前任： 吉力吉撈·鞏冠 | 中華職棒全壘打王 2024年               | 繼任： 現任 |
| 前任： 廖健富        | 中華職棒打點王 2024年                 | 繼任： 現任 |
| 前任： 廖健富        | 中華職棒最佳十人獎（指定打擊） 2024年 | 繼任： 現任 |